# オオヅル

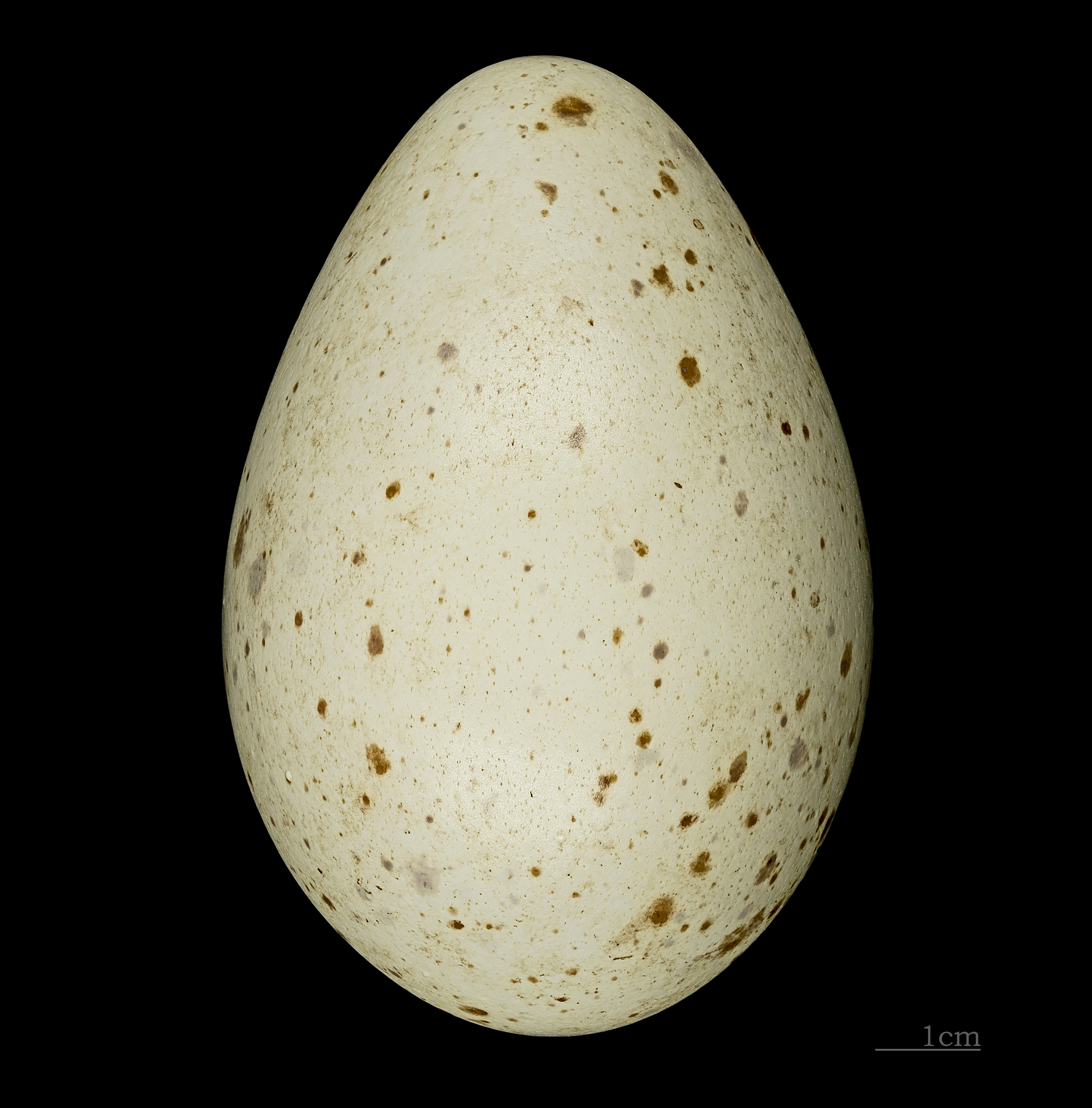
Grus antigone

オオヅル（大鶴、Grus antigone）は、ツル目ツル科ツル属に分類される鳥類。

## 分布
- G. a. antigone　シロエリオオヅル

インド北部、パキスタン東部
- G. a. sharpei　ヒガシオオヅル

インド北東部、カンボジア、ベトナム、ミャンマー、ラオス
- G. a. gilliae　オーストラリアオオヅル

オーストラリア北部
- G. a. luzonica　ルソンオオヅル（絶滅）

フィリピン、マレーシア

## 形態
全長140-156cmとツル科最大種。全身は淡灰色の羽毛で被われる。頭頂や眼先は灰緑色、喉から後頸にかけて首輪状に黒い羽毛で被われる。耳孔を被う羽毛（耳羽）は灰色。初列雨覆や初列風切の色彩は黒い。次列風切や三列風切の色彩は灰色で、三列風切の先端は白い。
頭部から頸部上部にかけて羽毛がなく、赤い皮膚が露出する。虹彩は黄色やオレンジがかった黄色。嘴の色彩は緑褐色。後肢の色彩は赤い。
- G. a. sharpei

頸部は首輪状に白い羽毛で被われる。

## 分類
- Grus antigone antigone　(Linnaeus, 1758)
- Grus antigone sharpei　(Blanford, 1895)
- Grus antigone gilliae　(Schodde, 1988)
- Grus antigone luzonica　(Hachisuka, 1941)

## 生態
草原、湿原、河川、農耕地に生息する。渡りは行わないが、水を求めて移動することもある。ペアや家族群を形成して生活する。
食性は動物食傾向の強い雑食で、昆虫、魚類、カエル、爬虫類、果実、種子などを食べる。
湿原でヨシなどを積み上げた塚状の巣を雌雄で作り、インドでは7-10月に2個の卵を産む。雌雄交代で抱卵し、抱卵期間は31-36日。

## 保全状態評価
- 中国国家一級重点保護野生動物